# Люксембургский дворец
Эта статья о дворце в Париже. О дворце в Люксембурге см. Дворец великих герцогов (Люксембург)
Люксембу́ргский дворе́ц (фр. Palais du Luxembourg) — дворцово-парковый ансамбль в Париже, памятник архитектуры раннего классицизма, построенный для Марии Медичи по проекту Саломона Деброса в 1615—1631 годах в Люксембургском саду в (парижском предместье Сен-Жермен), близ Латинского квартала, на месте Люксембургского отеля (особняка) покойного герцога Франсуа де Пине из рода Люксембургов (отсюда и название).
В 1612 году, через два года после убийства короля Генриха IV его вдова и регентша при малолетнем короле Людовике XIII Мария Медичи решила покинуть Лувр и переселиться во дворец, который бы напоминал ей родную Флоренцию. Королева приобрела отель герцога Франсуа де Пине Люксембургского вместе с обширным садом и поручила архитектору Саломону Дебросу перестроить дворец в «тосканском стиле» (первый, нереализованный проект разработал Пьер Ле Мюэ). В результате возникла оригинальная композиция. Трёхчастная «французская схема» с тремя ризалитами, высокими кровлями и куполами соотносятся с традиционными шато раннего французского классицизма Ф. Мансара, а рустовка напоминает дворик Палаццо Питти во Флоренции работы маньериста Бартоломео Амманнати. После кончины архитектора Деброса в 1626 году дворец достраивал Жак Лемерсье. Наружный скульптурный декор создал Ж.-Ж. Прадье. Интерьеры дворца расписывал Доменико Пассиньяно с учениками.
Королева задумала украсить боковые галереи второго этажа дворца картинами, поместив их в простенках между окнами. В конце 1621 года Мария Медичи начала переписку с выдающимся живописцем фламандского барокко П. П. Рубенсом. Художнику удалось выполнить только часть задуманного цикла из двух серий картин «Триумф Марии Медичи». В январе-феврале 1622 года художник приезжал в Париж для уточнения программы и подписания контракта.
Через несколько месяцев после окончания строительства Людовик XIII удалил Марию Медичи из Парижа. После кончины королевы в 1642 году во дворце жили герцоги Орлеанские: сын Марии Гастон Орлеанский и внучка, «Великая Мадемуазель» Анна де Монпансье. В 1778 году король Людовик XVI передал его своему брату, будущему королю Людовику XVIII.
В начале XVIII века шедевры Рубенса изучал молодой Антуан Ватто. С 1723 года после смерти герцога Филиппа Орлеанского здание пустовавшего дворца превратили в Люксембургский музей. Там хранились картины Рубенса, Я. Йорданса и других фламандских живописцев. Росписи в интерьерах библиотеки создал Эжен Делакруа. Архитектор Жан-Франсуа Шальгрен построил парадную лестницу, а картины Рубенса были перемещены в восточный корпус. В 1802 году их перенесли в Лувр.
Во время революции дворец был признан «национальным достоянием» и превращён в тюрьму. С 1795 года там помещалась Исполнительная директория. В 1799 году здание передали Сенату, здесь устраивали роскошные официальные праздники. После государственного переворота 18-19 брюмера (9-10 ноября 1799 года), Наполеон в Люксембургском дворце принял должность главы государства. В том же 1799 году дворец передали Сенату.
С 1836 по 1841 годы в Большом Люксембургском дворце была проведена реконструкция со значительным расширением зала заседаний палаты пэров и прилегающих к нему помещений. Новый зал по своей конструкции напоминал палату депутатов: тот же полукруглый амфитеатр с местом председателя внизу, в самом центре.
Во время нацистской оккупации во дворце размещалась штаб-квартира люфтваффе во Франции, в нём периодически останавливался Герман Геринг, а генерал-фельдмаршал авиации Гуго Шперле довольно долго в нём жил. В настоящее время здесь заседает Сенат Франции. Часть помещений переданы для проведения выставок.

## Галерея

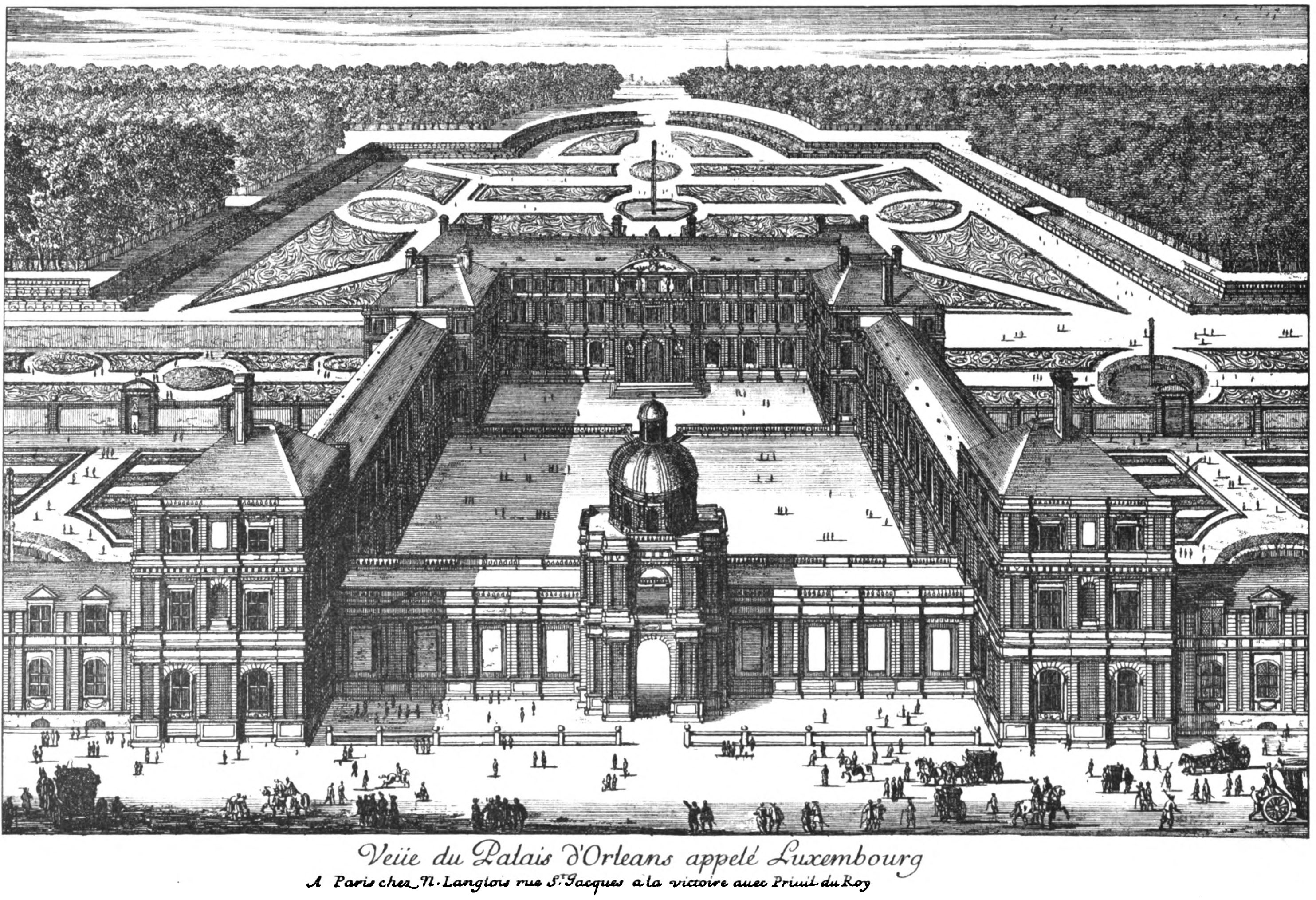
П. Лепотр. Вид дворца герцога Орлеанского под названием Люксембург. 1643. Офорт
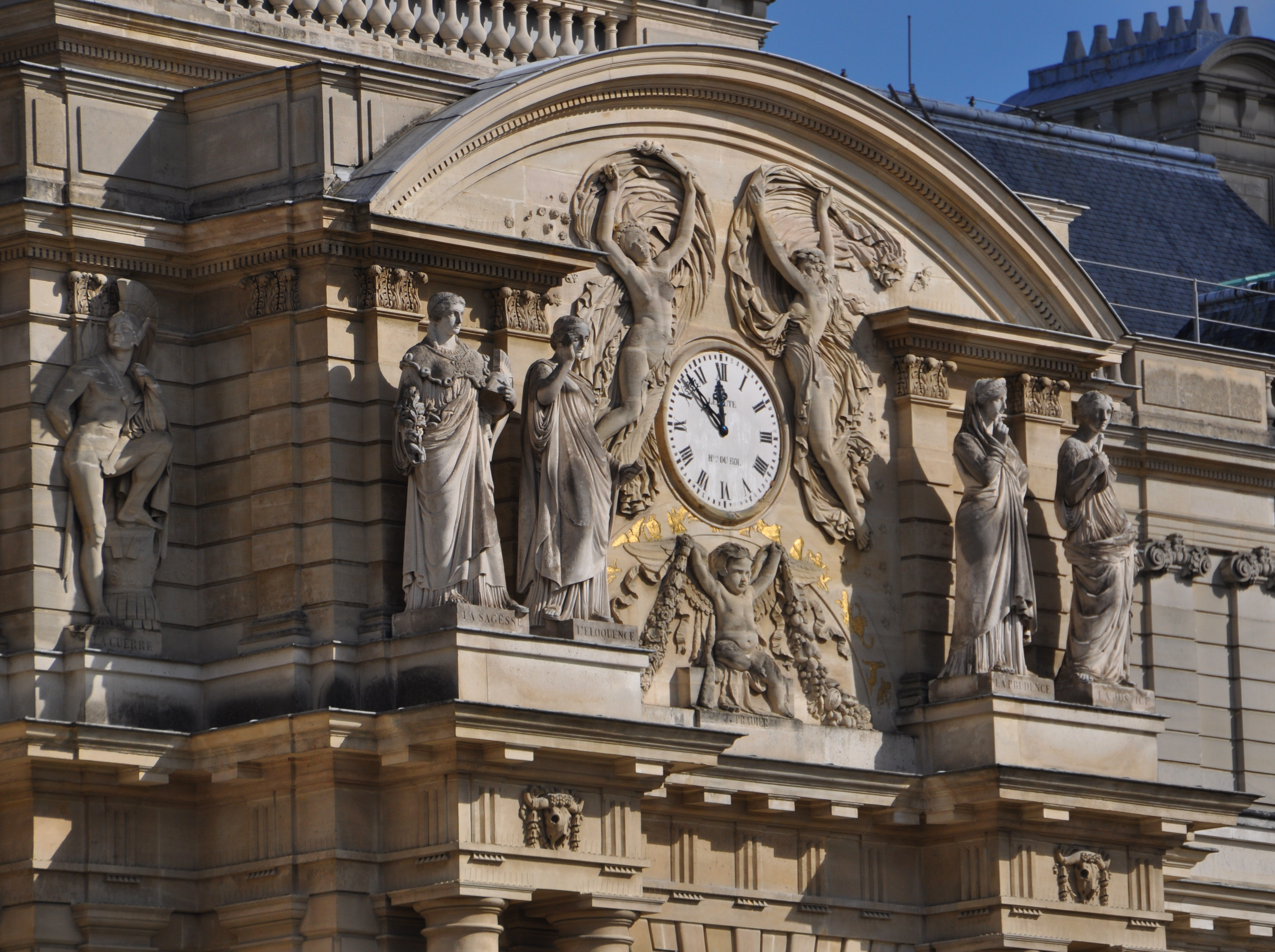
Центральный ризалит южного (садового) фасада. Скульптурная композиция Ж.-Ж. Прадье
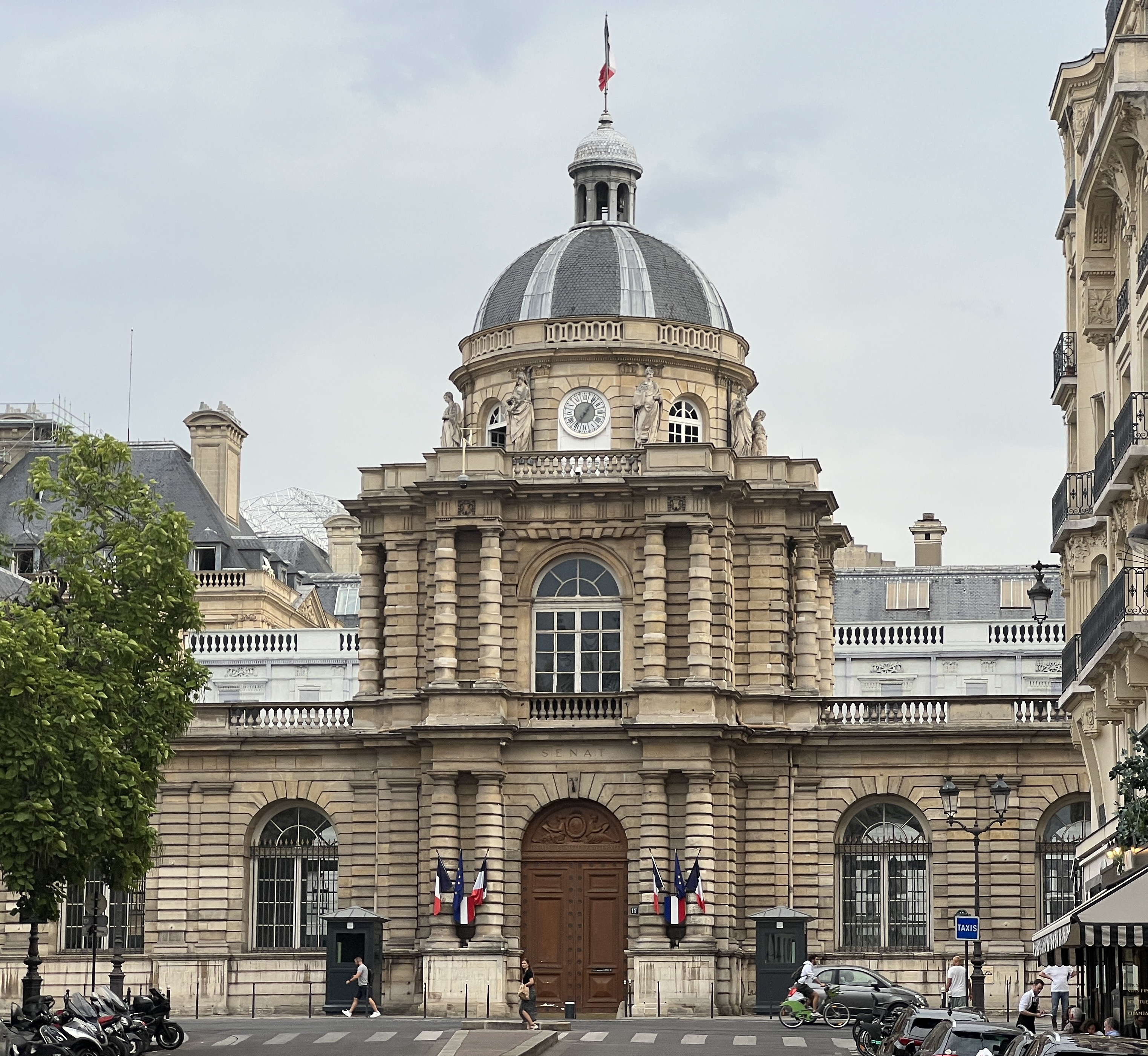
Северный фасад дворца
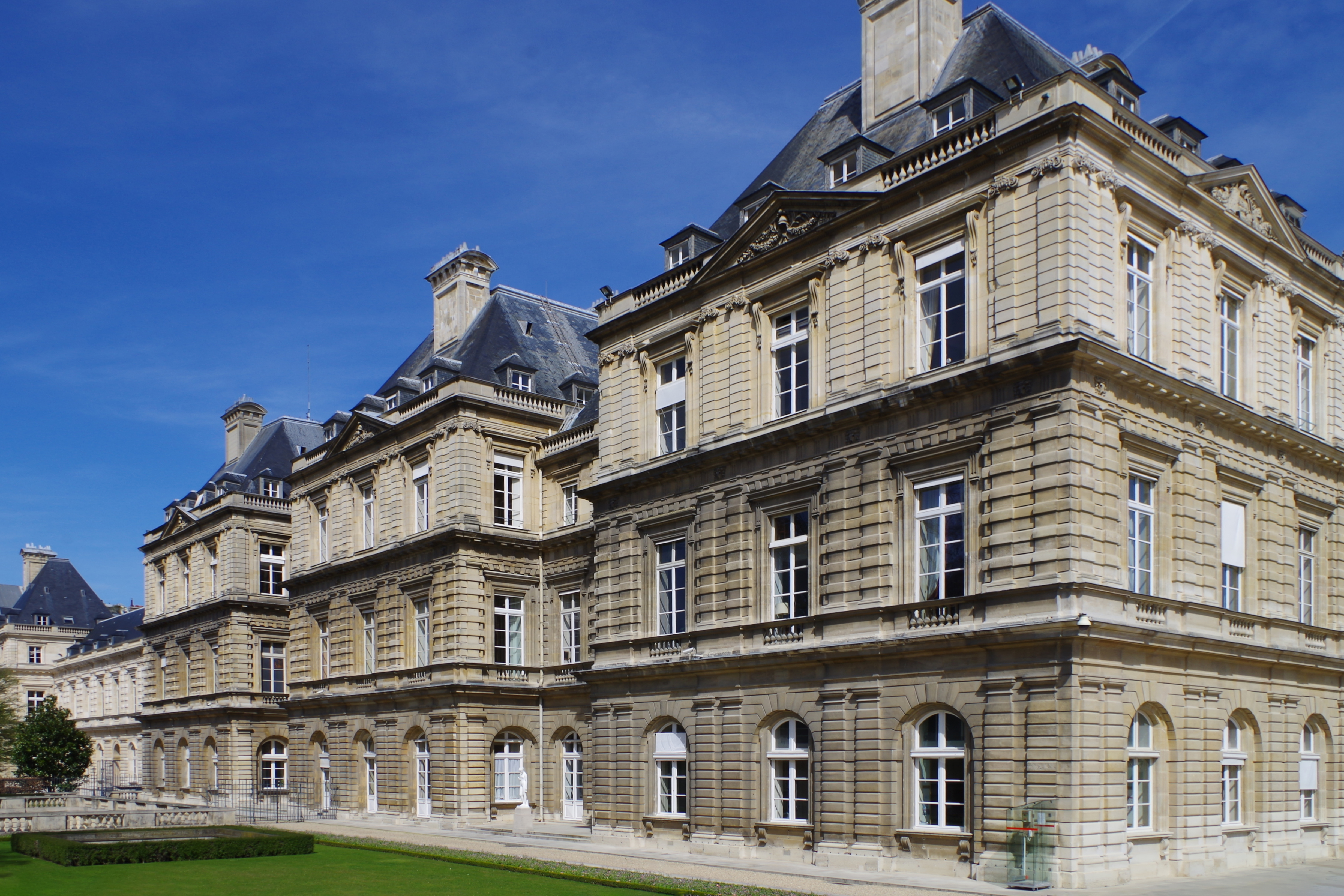
Западный фасад
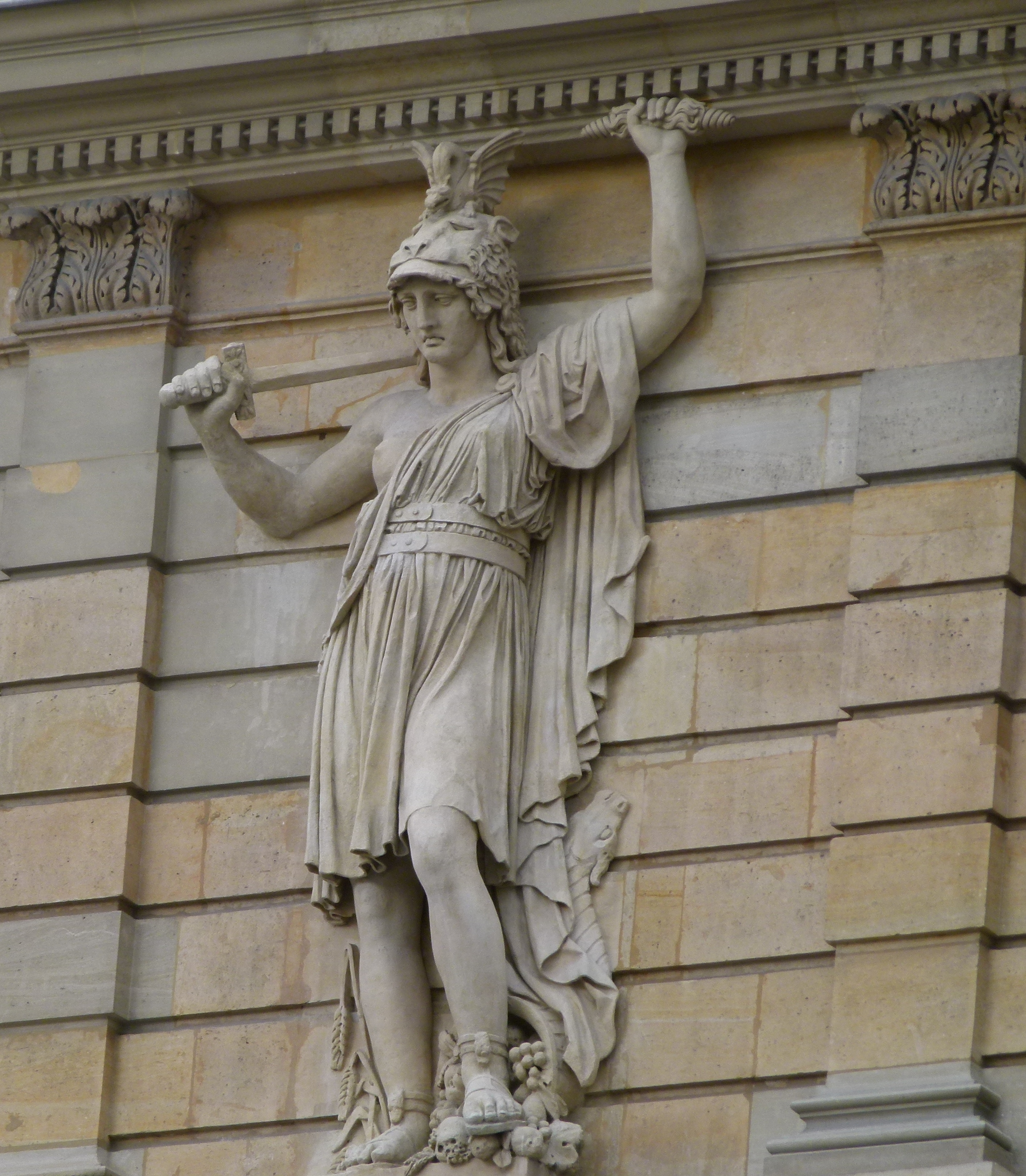
Аллегорическая фигура Силы
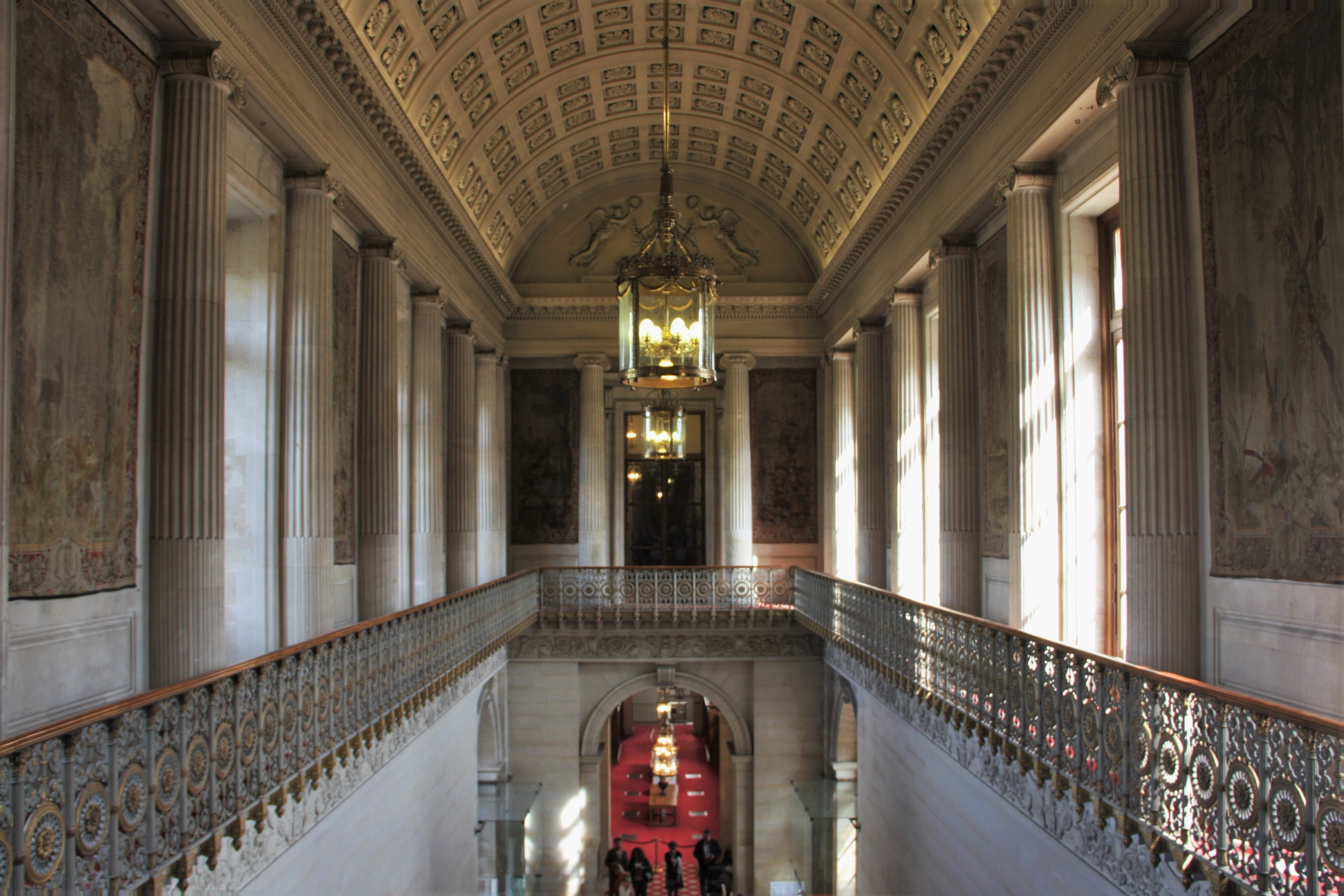
Главная лестница
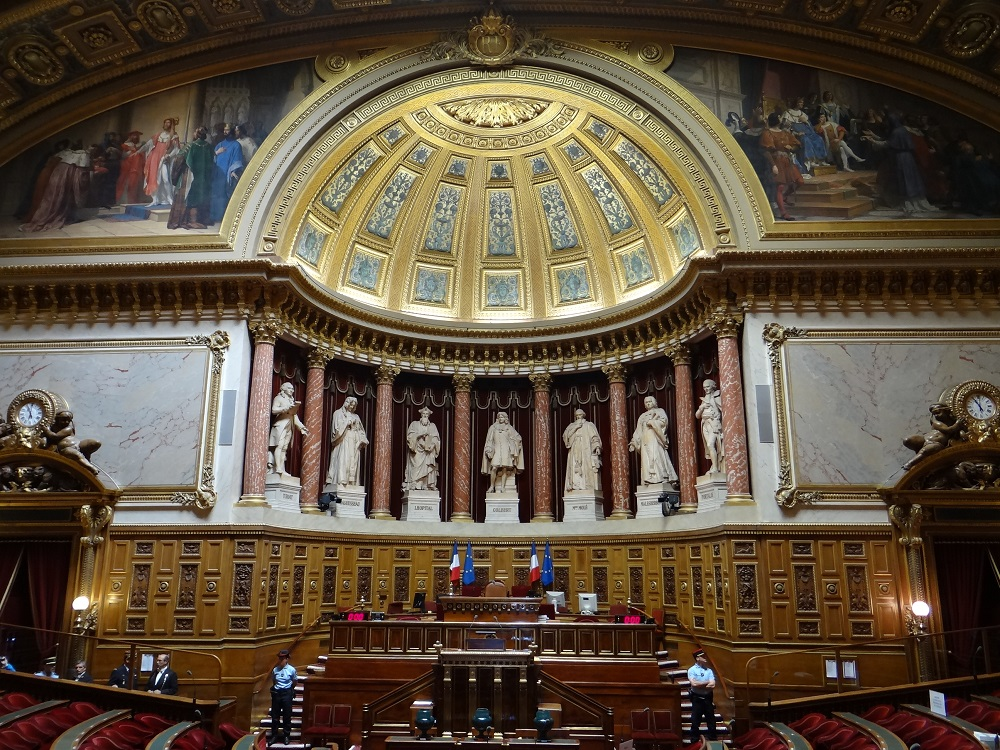
Зал заседаний (Полуциркуль) Сената Франции